# Panicum viscidellum
Panicum viscidellum är en gräsart som beskrevs av Frank Lamson Scribner. Panicum viscidellum ingår i släktet vipphirser, och familjen gräs. Inga underarter finns listade i Catalogue of Life.